# Nagawa
Nagawa (長和町 Nagawa-machi?) es un municipio situado en el distrito de Chiisagata, en la prefectura de Nagano, Japón. Tiene una población estimada, a inicios de febrero de 2023, de 5726 habitantes.
Está localizado en la parte central de la isla de Honshū, en la región de Chūbu.

## Historia
El área del actual Nagawa era parte de la antigua provincia de Shinano y parte de las propiedades del dominio Ueda durante el período Edo. Tenía dos estaciones en la carretera Nakasendō, que conectaba Edo con Kioto: Nagakubo-shuku y Wada-shuku.

## Demografía
Según los datos del censo japonés, la población de Nagawa ha disminuido en los últimos 60 años.
| Gráfica de evolución demográfica de Nagawa entre 1940 y 2023 |
|                                                              |
| Oficina de Estadística de Japón                              |